# Canal de Huningue
Le canal de Huningue est un canal situé en Alsace (France) reliant Huningue à Niffer. Les écluses ne sont plus opérationnelles, mais le canal est navigable depuis Niffer jusqu'à Kembs, où se trouve un petit port de plaisance.
Le canal est alimenté en amont par le Rhin. Il se termine à l'embranchement de Niffer d'où on peut rejoindre directement le grand canal d'Alsace et le canal du Rhône au Rhin.

## Histoire
Les premiers travaux de creusement du canal commencèrent en 1801 par une simple rigole.
À l'origine le canal de Huningue ne devait servir qu'à alimenter en eau l'embranchement Mulhouse-Strasbourg du canal du Rhône au Rhin. En prévision d'un trafic fluvial ultérieur, dès 1810 le canal de Huningue sera creusé au gabarit Freycinet et doté de 4 puis de 5 écluses :
- Huningue
- Saint-Louis
- Rosenau
- Kembs
- Hombourg

Le canal de Huningue a été ouvert à la navigation en 1831. Il est alors alimenté par le Rhin, à Huningue, et va jusqu'à Illzach, au lieu-dit Île Napoléon. À cet endroit il rejoint le canal du Rhône au Rhin. Le canal permet en particulier à la navigation de relier Huningue, au sud du Haut-Rhin à Strasbourg, à une époque où le Rhin n'est pas canalisé, et donc non-navigable.
En 1929, la société La Traction de l'Est assure le halage des bateaux le long du canal à l'aide d'un loco-tracteur électrique.
Dans le cadre des travaux de canalisation du Rhin, l'écluse de Kembs-Niffer est aménagée en 1961 et permet de relier directement le grand canal d'Alsace au canal de Huningue. 
L'écluse de Kembs-Niffer étant plus moderne acceptera une plus grande hauteur de chute. Son aménagement permettra de supprimer l'écluse de Hombourg du tracé.
À partir de cette période, le trafic fluvial entre Huningue et Niffer se fera par le grand canal d'Alsace, au détriment du Canal de Huningue. Celui-ci sera déclassé en 1962  : n'étant plus d'aucune utilité, les écluses sont désaffectées. Dans le même temps, la branche Mulhouse-Strasbourg du Canal du Rhône au Rhin subit le même sort, puisque le trafic se fait via le Rhin et le grand canal d’Alsace. Dès lors, le canal du Rhône au Rhin, qui allait de Saint-Symphorien (Côte-d'Or) à Illzach (au lieu-dit Île Napoléon) hérite de la branche Ile Napoléon-Niffer (qui faisait partie du canal du Huningue), et le canal de Huningue est réduit à la liaison Huningue-Niffer.
Depuis 1962, une petite portion du canal est restée navigable, de Niffer à Kembs, qui permet aux bateaux de rejoindre le port de plaisance de Kembs. Le canal sert également à l'alimentation en eau du canal du Rhône au Rhin et à l'irrigation des cultures proches.
En 1993, le parc des eaux vives, rivière d'eaux vives artificielle pour la pratique de kayak, canoë, rafting etc. est inauguré. Le complexe est installé sur une dérivation des eaux du Canal de Huningue.
À la même période, une piste cyclable est aménagée sur une des berges du canal, empruntant l'ancien chemin de halage du canal. Cette piste cyclable a été intégrée au parcours de l'EuroVelo 6 et l'EuroVelo 15. L'autre berge a volontairement été laissée naturelle, en particulier au niveau de la réserve naturelle de la Petite Camargue Alsacienne.

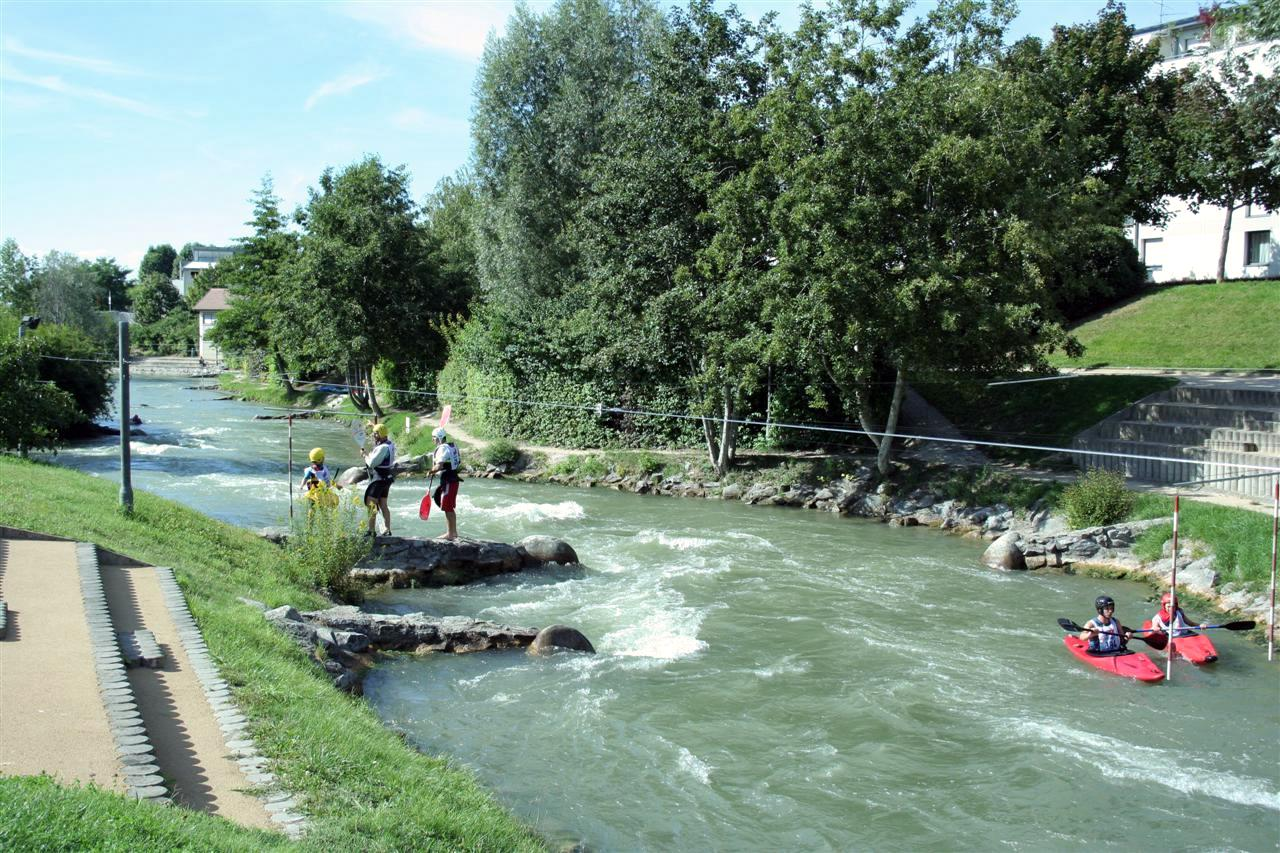
Huningue : Le parc des Eaux Vives inauguré en 1993.

En 2002, deux des anciennes écluses du canal sont équipées de centrales hydroélectriques de petite taille : à Saint-Louis une turbine lente de 140 kW est installée et à Rosenau, une turbine similaire de 200 kW est mise en place.

## Utilisation
Le Canal sert à alimenter le canal du Rhône au Rhin. C'est un grand chemin de promenade qui passe par la Petite Camargue Alsacienne.